# Sensoristaza
Sensoristaza, sensorystaza, homeostaza sensoryczna – zdolność organizmu do regulacji ilości bodźców napływających z zewnątrz.
Izolacja od bodźców zewnętrznych wywołuje zaburzenia i jest gorzej znoszona niż nadmiar dopływających bodźców, przed którymi system nerwowy potrafi się bronić, dysponując różnymi mechanizmami. Zwierzęta o wysokim stopniu rozwoju psychicznego potrafią zapewnić sobie optymalną ilość bodźców, np. podczas zabawy, a u człowieka – poprzez śpiew, słuchanie muzyki, naukę. Tolerancja na ilość dopływającej informacji kształtuje się w trakcie rozwoju osobniczego i u wyżej rozwiniętych ssaków może być zależna od zdobytego doświadczenia i osobistych skłonności.